# Orde del Temple solar
L'Orde del Temple Solar (OTS), anomenada per primera vegada l'Orde Cavalleresca Internacional de la Tradició Solar, és un grup religiós esotèric neotempler fundat el 1984 a Saconnex-d'Arve (Suïssa), per Luc Jouret i Joseph Di Mambro seguint el model de la Fundació Golden Way a la que pertanyia aquest últim.
Aquest fals orde de cavalleria és conegut principalment pels suïcidis col·lectius a Suïssa, França i el Canadà, que van cobrar un total de 74 víctimes el 1994, 1995 i 1997, i per les polèmiques que van seguir. L'afer va ser un factor important en l'enduriment de la lluita contra les sectes a França.
A França, l'OTS és considerada una secta per l'informe de la comissió d'investigació parlamentària de 1995.

## Història
Joseph Di Mambro, conegut com «Jo», va ser un joier que treballava per a una empresa especialitzada en la mòlta d'or que va complir sis mesos de presó per frau. A la dècada del 1950, Di Mambro va començar a practicar l'espiritisme i va assistir a un grup successor del Servei d'Acció Cívica (SAC), fundat per Charles Pasqua. A finals de la dècada del 1960, va ser membre i líder de la lògia maçònica Antiquus Mysticusque Ordo Rosae Crucis (AMORC) a Nimes (França). A principis de la dècada del 1970 va fundar el Centre de Preparació per a la Nova Era (Centre de Préparation à l'Age Nouveau, CPAN) a Collonges-sous-Salève.

### La Fraternitat de la Piràmide
Des de 1975, una comunitat de Ginebra (Suïssa), anomenada Fraternitat de la Piràmide, es reuneix regularment en una casa del camp de Ginebra per passar moments de solidaritat, debats i ajuda mútua, especialment sobre temes com l'alimentació i l'espiritualitat. El director d'orquestra Michel Tabachnik hi va anar, va apreciar l'ambient i es va fer membre. L'any 1977 va conèixer Joseph Di Mambro, que li va proposar fer-se càrrec d'aquesta comunitat i estructurar-la. L'any següent, els dos homes van crear la Fundació Golden Way, de la qual Michel Tabachnik va esdevenir president.

### La Fundació Golden Way
Situat en una vil·la a Saconnex-d'Arve (Suïssa), la fundació té com a objectiu debatre sobre problemes de contaminació, medi ambient i vincles socials. Així, tendeix a desenvolupar coneixements al voltant de l'evolució de la qualitat de vida futura com la vida saludable, l'agricultura ecològica o les tècniques alternatives de cura. A través de conferències (amb convidats com Iannis Xenakis, Alexis Weissenberg, Nikita Magaloff, Hubert Reeves, Michel Jonasz), investigacions i entrevistes televisives, la fundació s'obre a la vida pública i política.
A la dècada del 1980, Joseph Di Mambro i Michel Tabachnik, tots dos interessats per la filosofia, l'esoterisme i l'espiritualitat, van decidir aportar una visió mística i religiosa a la fundació. S'hi instal·la una sala anomenada «Santuari» per meditar i organitzar rituals utilitzats per «connectar amb el món de l'invisible». Els membres van vestits amb capes blanques amb símbols com la Rosa-Creu i la creu templària. Per la seva banda, Michel Tabachnik fa diverses conferències sobre esoterisme. Di Mambro també va crear l'empresa Amenta utilitzada per difondre les ideologies de la Fundació Golden Way i captar nous membres.
Joseph Di Mambro és llavors percebut pels membres de la fundació com un mèdium, un ésser «Walk-in» (un ésser que pren el cos d'un altre).

#### «L'infant còsmic»
El 1982, Di Mambro va anunciar que una «gran missió» esperava a la fundació. També anuncia que ha de néixer un «nen rei» dins de la comunitat. Di Mambro va tenir ràpidament el projecte que Dominique Bellaton, una jove dona drogoadicta que els seus proxenetas la buscaven per assassinar-la i que es va unir a l'ordre a petició dels seus pares, seria la mare portadora del «nen còsmic». Una cerimònia a la cripta de l'orde, amb efectes especials (una espasa toca el ventre de la jove davant del públic i emergeix un llampec de llum), ajuda a confirmar als membres els poders sobrenaturals de la «concepció teogàmica» dels líders, sense relacions sexuals, quan en realitat, Dominique era l'amant de Di Mambro i ja fèia unes setmanes que estava embarassada. La nena, Emmanuelle (el seu nom còsmic va ser «Chris» perquè és la portadora de Crist), va néixer el 22 de març de 1982.

#### L'arribada de Luc Jouret
L'any 1981, Camille Pilet va tenir un atac de cor i va conèixer l'homeòpata belga Luc Jouret. Aquest últim, amb el cas de Camille Pilet, va començar a interessar-se per les medicines alternatives, les teràpies alternatives (com la macrobiòtica i la iridologia) i va començar una atracció per l'esoterisme.
L'any 1982 va crear el Club Amenta (que va passar a reanomenar-se Atlanta). Posteriorment, va fer diverses conferències on va defensar l'existència d'una analogia de l'enfocament espiritual amb l'homeopatia. Després d'haver notat el bon discurs i la facilitat de comunicació de Luc Jouret, Di Mambro decideix conèixer-lo. Paral·lelament, Di Mambro s'aproparà a l'Orde Renovada del Temple (ORT), que pretén ser un ressorgiment de l'Ordo Templi Orientis (OTO) i que s'havia creat amb antics rosa-creus.
El 1983, a la mort de Julien Origas, líder de l'Ordre Renovada del Temple, Di Mambro va empènyer Jouret a fer-se càrrec d'aquesta ordre, que es va convertir en el seu nou gran mestre el mateix any. El nomenament de Luc Jouret va provocar immediatament una escissió dins l'Ordre Renovada del Temple de la qual va néixer l'Ordre Internacional Cavalleresca de la Tradició Solar (Ordre international chevaleresque de Tradition solaire, OICTS), de la qual després va prendre el lideratge.

### L'Ordre del Temple Solar
L'any 1984, la Fundació Golden Way i l'Ordre Internacional Cavalleresca de la Tradició Solar es van fusionar per donar naixement a l'Ordre del Temple Solar (Ordre du Temple solaire, OTS) barrejant diversos principis d'estructures anteriors i reunint diversos membres dels països de parla francesa. Luc Jouret és el ponent i el reclutador i es converteix en el gran mestre, tot i que l'autèntic mestre i financer de l'organització és Jo Di Mambro.
L'organització canvia sovint d'inspiració però aquestes s'inspiren principalment en l'esoterisme i l'ocultisme per la seva creença en l'existència i eficàcia de pràctiques que no són reconegudes ni per les religions ni per les ciències, i requereixen una iniciació particular. Els objectius del grup eren:
- Reconèixer i reunir una elit espiritual per tal de preparar-los, a través de l'estudi de les «Altes Ciències», per participar en el treball amb l'objectiu de perpetuar la «Consciència UNE i la VIDA» en el temps i l'espai.
- Participar activament i protagonista en la construcció de «Centres de Vida».
- Formar una autèntica cadena de germanor arreu del món, al servei de les forces positives i del «Temple Unificat», constituït per l'Ordre del Temple Solar.

L'any 1985, Di Mambro va decidir muntar un centre de supervivència al Canadà davant d'una possible guerra nuclear. Es va comprar una finca, anomenada Sacré-Cœur, a Sainte-Anne-de-la-Pérade (Quebec), per tal de crear una granja ecològica. L'organització va crear diverses filials, oficials o ocultes, per tal de finançar aquestes compres immobiliàries. Molt sovint, Di Mambro aconsegueix beneficis revenent els seus interessos en diversos projectes immobiliaris a membres de la secta: Joseph Di Mambro, Luc Jouret, Dominique Bellaton i Camille Pilet compren quatre xalets adossats a Belisle Road, a Morin-Heights (Quebec), i, amb els diners dels socis, diverses altres cases per a activitats OTS (inclosa una granja a Cheiry (cantó de Friburg) gestionada pel membre Albert Giacobino)
El mateix any, Di Mambro va demanar a Tabachnik que escrivís uns escrits per tal d'inspirar-se a «créixer dins de l'ordre», anomenats «Les Archées». Aquests, 21 en nombre, estan escrits per Michel Tabachnik a partir de la biblioteca esotèrica heretada del seu pare i manllevats dels esoteristes Raymond Bernard (fundador de l'ordre rosacreu Antiquus Mysticusque Ordo Rosae Crucis, AMORC), Carl Gustav Jung i Jacques Breyer, que inspira referències als templers i que en dona algunes conferències a l'OTS. Aquests escrits, difícils d'entendre pels membres, s'expliquen després en diverses conferències que Tabachnik va fer arreu del món.

#### Les primeres dissensions
Ja l'any 1986 Antonio Dutoit, membre de l'OTS, parlava de la megalomania, els enganys i la malversació dels dirigents. Denuncia el comportament de Joseph Di Mambro que aleshores portava un estil de vida contrari als seus ensenyaments. També acusa una posada en escena de trucs de màgia durant les cerimònies. Posteriorment, el fill de Di Mambro, Elie, revela els aspectes financers ombrívols del seu pare. Davant d'aquesta informació, alguns socis i diversos donants (entre notables, industrials, propietaris) reclamen el reemborsament parcial dels fons que han compromès mentre aquests diners s'han desviat per invertir en empreses, propietats fictícies o per a fundadors que no es priven de res (vil·les, cotxes de luxe, viatges). Joseph Di Mambro es compromet a retornar les sumes sol·licitades però se succeeixen les dimissions de diversos membres de l'OTS. La vil·la de Saconnex-d'Arve es ven i Di Mambro només té molt a prop els membres més devots. Altres membres ja no estaven al corrent de les reunions i els esdeveniments de l'OTS.
A la dècada del 1990, Luc Jouret, després d'haver abandonat la seva professió d'homeòpata per dedicar-se plenament a l'OTS, va començar a impartir conferències sobre desenvolupament personal en diverses empreses, universitats i bancs, principalment al Quebec, però també a Suïssa, a França i Bèlgica. Di Mambro, fent una visió tènue d'aquestes jornades, perquè «difonent les idees i els principis de l'OTS al públic», va començar a sabotejar les conferències de Jouret, que finalment va abandonar les seves activitats i va passar a dependre totalment de Di Mambro. De tornada a Europa, Joseph Di Mambro, Camille Pilet i Alexandre Borgeaud van comprar terrenys a Salvan (Valais) i hi van construir tres xalets (Luc Jouret viuria al xalet de Di Mambro).
Joseph Di Mambro, davant de cada cop més crítiques dels membres, decideix modificar els seus ensenyaments i predicar una «transició» a un altre planeta. A la primavera de 1994, va convocar a tots els membres i seguidors de l'OTS, i va explicar que la missió del Temple estava arribant a la seva fi i que els líders de l'OTS «transitarien» a l'estrella Sírius. Els altres membres hauran d'agafar la torxa.
Els líders comencen llavors a controlar els seus membres que diuen que volen abandonar l'OTS. Alguns són espiats, altres escoltats telefònicament.

### Les massacres
Davant l'abast dels contratemps es pren la decisió de transitar cap a Sírius. Per tal de preparar la transició, Joseph Di Mambro encarrega missions específiques als seus membres propers més dedicats. S'organitzen diverses etapes:
- l'eliminació dels «traïdors»;
- l'execució dels membres segons el «principi de la transició» que no volen passar per la mort física;
- l'execució dels socis d'acord amb el «principi de la transició» que acceptin la mort física.

La preparació de les primeres massacres va començar l'any 1993.

#### Les primeres massacres
El 30 de setembre de 1994, Dominique Bellaton va atraure la parella Antonio Dutoit i Suzanne Robinson, així com el seu nadó de 2 mesos d'edat Christopher-Emmanuel, al xalet de Di Mambro, al 199 chemin Belisle a Morin-Heights (Quebec). Considerat traïdor per Di Mambro, demana la seva execució segons un ritual precís. Aleshores Di Mambro associa el fill de la parella Dutoit com l'«Anticrist» i ha de ser eliminat per dos cavallers de la secta, Jerry Genoud i Joël Egger, per tal d'evitar la seva reaparició. Aleshores la família és assassinada. Dominique Bellaton i Joël Egger marxen cap a Suïssa el 30 de setembre a les 22:10h, mentre Jerry Genoud i la seva esposa Colette netegen l'escena, cremen el xalet i es suïciden.
La nit del 4 al 5 d'octubre de 1994, a Suïssa, es van produir dos incendis: un cap a les 23:55h a la granja «La Rochette» de Cheiry i un altre en tres xalets, a un lloc anomenat «Le Fond du Ban», a Salvan. Quan els bombers van arribar, van descobrir 23 morts a Cheiry, i 25 a Salvan. Les víctimes estaven, en la majoria dels casos, «cobertes amb una capa ritual blanca, negra o daurada, segons el grau d'iniciació assolit».
A Cheiry, vint víctimes van morir d'una o més bales al cap, dues asfixiades per una bossa de plàstic al voltant del cap i una altra probablement de la mateixa manera el 3 d'octubre. 22 persones tenien flunitrazepam i teobromina a la sang. L'edifici, tancat des de l'interior, va ser incendiat l'endemà per un sistema d'incendis automàtic.
A Salvan, resulta que a les víctimes se'ls va injectar (o que es van injectar ells mateixos) un verí a base de curare, opioides i benzodiazepines. Posteriorment, els xalets van ser tancats per dins i també van ser incendiats per un sistema d'incendis automàtic. Els cossos només estaven en dos dels tres xalets.
El matí del 5 d'octubre, 300 cartes destinades als mitjans de comunicació, altres seguidors i diversos personatges polítics o públics, entre ells Charles Pasqua, van ser enviades per Patrick Vuarnet (fill de Jean), membre de la secta, seguint les instruccions. per Di Mambro. Aquestes diverses cartes contenien principalment missatges extrets de les creences de l'Orde. Va ser en aquest moment quan persones fora de l'Ordre van descobrir el desig de transitar cap a l'estrella Sírius.

##### La investigació suïssa
Quan els cossos van ser descoberts in situ per la policia, es va descobrir que els focs a la granja Cheiry i al xalet Salvan havien estat iniciats per sistemes d'incendi. Tanmateix, alguns d'aquests sistemes no van funcionar i van poder recuperar un gran nombre de documents, llibres i cintes de vídeo de l'OTS. Gràcies a aquests, la policia va poder comprendre el funcionament de la comunitat i reconèixer alguns dels seus membres, entre ells Michel Tabachnik (en concert a Dinamarca en el moment de les massacres). Va ser entrevistat pel jutge d'instrucció André Piller durant tres dies i va ser absolt d'haver estat l'autor de la massacre. També es van entrevistar altres antics membres de l'OTS, com Thierry Huguenin, que va declarar que va ser cridat a Salvan el 4 d'octubre amb la promesa que aquell dia li tornarien els diners que li devien, però, en intuir un perill, va abandonar el lloc. Després explica que creu que el pla era assassinar-lo amb els altres per tal d'arribar a la xifra de 54 víctimes, en relació als 54 cavallers de l'Orde del Temple executats a la foguera el 18 de març de 1314 durant el regnat de Felip IV el Bell. Alguns altres membres, després dels fets, van declarar que continuaven donant suport a les idees de la secta i fins i tot van lamentar no haver estat escollits per al «transit».
La investigació finalment va concloure que va ser un suïcidi col·lectiu impulsat per Jo Di Mambro i Luc Jouret. Els investigadors van ordenar la destrucció del local «per no escandalitzar els creients ni atreure els curiosos», una decisió que va aixecar polèmica.

#### La segona massacre
La nit del 15 al 16 de desembre de 1995, setze persones (tretze adults i tres nens de 2, 4 i 6 anys d'edat) van ser immolades en un lloc anomenat «Le Trou de l'Enfer» (El Forat de l'Infern), en una clariana aïllada de l'altiplà del Vercors, prop de Saint-Pierre-de-Chérennes (Isèra) a França.
La investigació duta a terme per la Secció d'Investigació de la Gendarmeria Nacional de Grenoble que va confiar l'expertesa tècnica a l'Institut d'Investigació Criminal de la Gendarmeria Nacional (IRCGN) va determinar que catorze persones havien mort per una o dues bales de pistola 22 Long Rifle, després d'haver absorbit sedants, i després es va calar foc amb llenya i gasolina. Segons la teoria dels investigadors, els dos marmessors serien l'inspector Jean-Pierre Lardanchet i l'arquitecte André Friedli. Es van disparar al cap amb una bala de parabellum de 9 mm (armes trobades prop dels seus cossos) mentre es llançaven a la llar de foc. Aleshores, el fiscal de Grenoble va obrir una investigació judicial per «assassinats» i «conspiració criminal» amb possibilitat de complicitat externa.
Arran d'aquests fets, la por a les sectes es va apoderar de la població francesa i suïssa.

##### Conseqüències judicials
El 23 de desembre de 1995, durant l'informatiu de les 13 h al canal francès TF1, el periodista Gilles Bouleau va esmentar que la secta va sobreviure i es va unir a voltant de Michel Tabachnik. En conseqüència, es va declarar indirectament que Michel Tabachnik és el patrocinador de la massacre de Vercors. Amb aquesta informació, tots els mitjans es van interessar per aquest tema. Michel Tabachnik va negar totes les acusacions. Se sap que el setembre de 1994, Michel Tabachnik va fer dues conferències a Avinyó a petició de Di Mambro. Aquestes conferències eren sessions preparatòries per a les massacres que es produirien l'octubre del mateix any. Posteriorment, es va reconèixer que Michel Tabachnik havia participat efectivament en aquestes conferències però sense conèixer el resultat final de les massacres i que es tractava d'un muntatge de Jo Di Mambro.
Durant la investigació, per la mort dels dos líders a Salvan l'any 1994, Michel Tabachnik va ser l'únic acusat del cas. De fet, el jutge d'instrucció va considerar, a través dels seus escrits, «Les Archées» i de les seves conferències, que Michel Tabachnik podria haver incitat els seguidors a suïcidar-se. Per tant, se li va acusar de «participació en una conspiració criminal amb la finalitat de cometre un delicte». Michel Tabachnik va publicar Bouc émissaire. Dans le piège du Temple Solaire (Boc expiatori, Dins de la trampa del Temple Solar), amb un prefaci de Pierre Boulez. El 17 de novembre de 1998, el jutge d'instrucció Luc Fontaine va presentar les conclusions de la investigació de la segona massacre de Vercors.

###### Suicidi o assassinat
Durant la preparació del judici penal contra Michel Tabachnik, les famílies de les víctimes (totes pensant en un suïcidi col·lectiu) es van agrupar en la part civil. Consultats els expedients pericials, la part civil identifica, segons ella, algunes incoherències en la investigació com ara el fet que l'entorn orgànic al voltant dels cossos de les víctimes immolades es troba completament intacte i no presenta cap rastre de foc. Aleshores, la part civil va demanar segones opinions i va qüestionar la tesi del suïcidi col·lectiu. Segons Alain Vuarnet, fill i germà de dues de les víctimes, que lidera una investigació privada paral·lela des de 1995, els «suïcidis col·lectius» de membres de l'Orde del Temple Solar el desembre de 1995 al Vercors encara no s'han dilucidat realment. Es va queixar de la manca de col·laboració de la justícia, que sempre s'ha negat a investigar la possibilitat d'un assassinat. Segons l'expert, el professor Gilbert Lavoué, mandatat pel Sr. Vuarnet, es va trobar fòsfor al lloc dels fets, indicant l'ús de llançaflames, la qual cosa implicaria que no hi va haver suïcidi, sinó una escenificació. Segons el Sr. Vuarnet «Seguim convençuts, el meu pare i jo, que no va ser amb unes branques humides que aquests setze cossos van ser carbonitzats fins a aquest punt». Els resultats de les valoracions d'experts van revelar «un excés de fòsfor de més del 21 al 40%»; algunes víctimes tenien bosses de plàstic al cap, cosa que s'explicava segons la tesi de la investigació, com a signe ritual; a més, algunes víctimes van ser drogades.

###### El judici

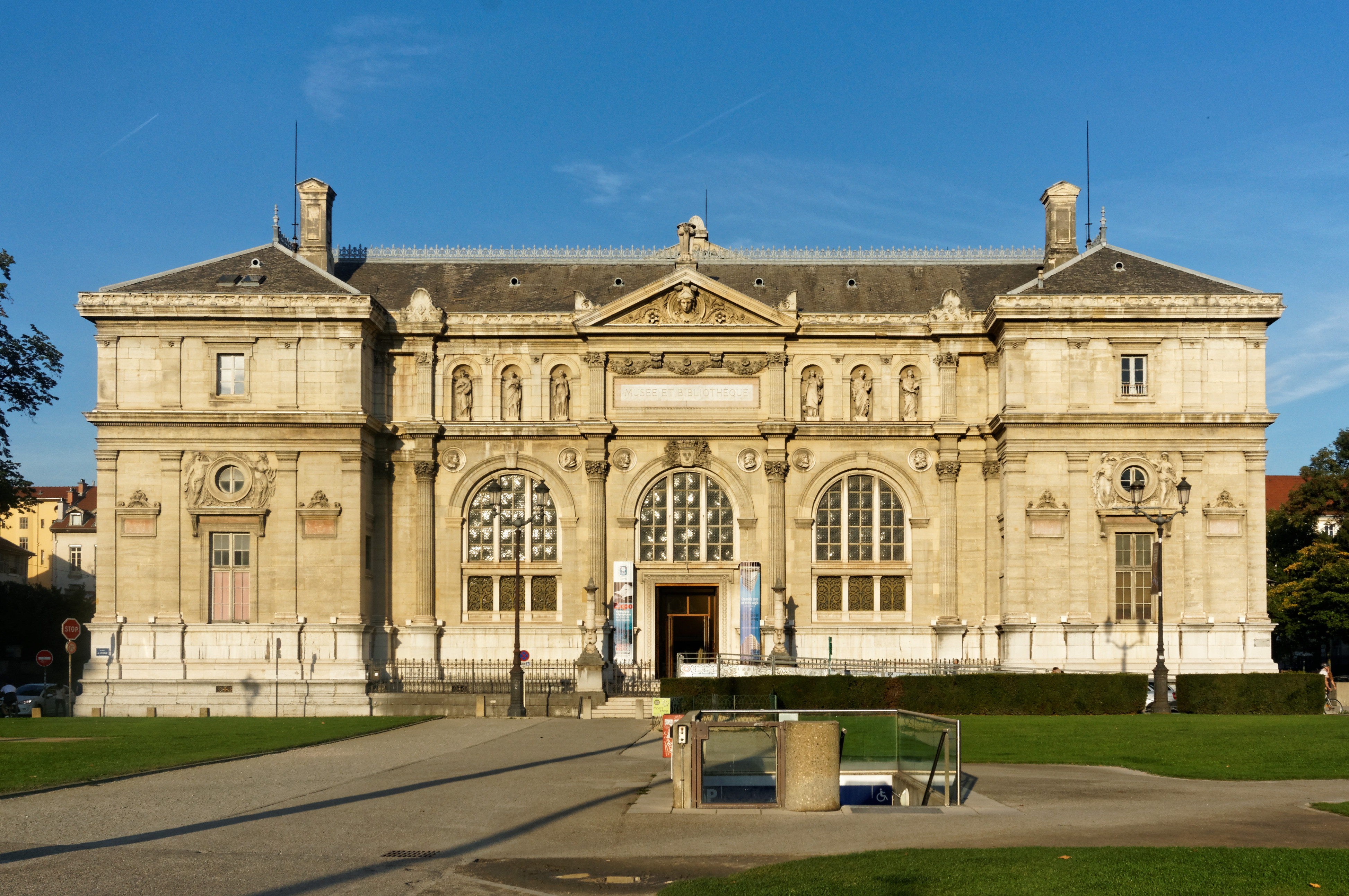
L'antic Museu-Biblioteca de Grenoble especialment dissenyat per al judici entre el 13 d'abril i el 25 de juny de 2001.

El 13 d'abril de 2001, al Museu-Biblioteca de Grenoble transformat per a l'ocasió, es va obrir el judici penal contra Michel Tabachnik (defensat per Francis Szpiner) per «conspiració criminal». Tanmateix, la part civil es divideix en dos camps: d'una banda, liderada per Alain Vuarnet, els que creuen que el judici no s'ha de centrar en la responsabilitat de Michel Tabachnik sinó en la pròpia investigació que consideren que no ha acabat la seva recerca; i de l'altra, liderat per la Unió Nacional d'Associacions per a la Defensa de les Famílies i les Víctimes Individuals de Sectes (UNADFI), que creuen que Michel Tabachnik i els seus escrits són la causa de tots aquests suïcidis i que s'han d'erradicar les sectes. Tan bon punt es va obrir el judici, els advocats de la part civil van començar a enfrontar-se, esquinçar-se i insultar-se (sobretot entre Alain Leclerc i Francis Vuillemin).
El setè dia del judici, diversos antics membres de l'OTS són entrevistats i declaren a la grada. Entre els testimonis, dues visions s'enfronten: unes apareixen commocionades, enfadades amb la secta i els actes comesos; i altres es mantenen fidels als actes, a Di Mambro i a la transició a Sírius.
El vuitè dia, Michel Tabachnik va ser finalment entrevistat i va dir que havia estat manipulat i enganyat per Jo Di Mambro.
El desè dia, el fiscal va demanar 5 anys de presó per a Michel Tababchnik pel paper que suposadament va tenir en el condicionament dels seguidors.
El 25 de juny de 2001, el Tribunal Penal de Grenoble va absoldre Michel Tabachnik amb el benefici del dubte.
La fiscalia, encara acusant-lo d'haver, «a través dels seus escrits esotèrics», empès els seguidors a una «transició a Sírius», va recórrer la decisió del tribunal penal i Michel Tabachnik va ser jutjat novament l'any 2006. Amb aquest recurs, la part civil liderada per Alain Viirante va esperar demostrar que la investigació del jutge instructor Luc Fontaine va ser equivocada i que els seguidors van ser efectivament assassinats. A petició d'ells, el professor Gilbert Lavoué va agafar possibles rastres de fòsfor de les restes de les víctimes. Aquests ja estaven enterrats. Es constata que els cadàvers tenien un excés de fòsfor. Finalment, els perits jurídics van considerar que aquesta anàlisi no aportava res de nou al cas i que no posava en dubte la decisió del jutge Fontaine. El fiscal general, en considerar que l'acusat no era membre actiu de l'orde i que «no es va establir la seva responsabilitat per les morts», no exigeix cap sanció contra ell. Tababchnik va ser alliberat per segona vegada el desembre de 2006.

#### La tercera massacre
El 22 de març de 1997, cinc membres més van ser trobats morts a Saint-Casimir, Quebec. Els membres es van suïcidar per arribar a Sírius en «transició», abans que la casa fos incendiada per un sistema d'encesa automàtica. Tres adolescents es troben vius, després d'haver sobreviscut perquè van negociar el seu dret a la vida amb els seus pares.

## Llista de les víctimes

### 1994

#### Víctimes de Morin-Heights
- Antonio Dutoit, 35 anys
- Suzanne «Nicky» Robinson-Dutoit
- Christopher Emmanuel Dutoit, 3 mesos
- Jerry Genoud
- Colette Genoud

#### Víctimes de Salvan
- Odile Dancet, 48 anys
- Caroline Bérenger, 3 anys
- Madeleine Bérenger, 38 anys
- Martin Germain, 54 anys
- Cécile Germain, 52 anys
- Bernadette Bise, 58 anys
- Joël Egger, 34 anys
- Annie Egger, 30 anys
- Pauline Lemonde, 56 anys
- Jacques Lévy, 36 anys
- Annie Lévy, 41 anys
- Fabienne Renaud-Noirjean, 34 anys
- Jocelyne Duplessis, 45 anys
- Maryse Séverino-Renault, 44 anys
- Aude Séverino, 15 anys
- Josiane Paulus, 43 anys
- Dominique Bellaton, 36 anys
- Emmanuelle Di Mambro, 12 anys
- Elie Di Mambro, 24 anys
- Carole Cadorette, 39 anys
- Jean-Pierre Vinet, 55 anys
- Line Lheureux, 56 anys
- Vanina Bod-Lheureux, 10 anys
- Luc Jouret, 46 anys
- Joseph Di Mambro, 70 anys

#### Víctimes de Cheiry
- Albert Giacobino, 62 anys
- Robert Falardeau, 47 anys
- Léopoido Cabrera Gil, 39 anys
- Renée Pfaehler, 79 anys
- Daniel Jaton, 49 anys
- Madeleine Jaton, 47 anys
- Lionel Jaton, 18 anys
- Armelle Jaton, 16 anys
- Guy Bérenger, 55 anys
- Françoise Bérenger, 55 anys
- Christian Pechot, 49 anys
- Christine Pechot, 50 anys
- Sébastien Pechot, 12 anys
- Jocelyne Grand'Maison, 44 anys
- Robert Ostiguy, 50 anys
- Françoise Ostiguy, 47 anys
- Camille Pilet, 68 anys
- Séverine Vullben, 23 anys
- Nicole Koymans, 68 anys
- Marie-Christine Pertue, 42 anys
- Jean-Léon Paulus, 49 anys
- Fabienne Paulus, 38 anys
- Marie-Louise Rebaudo, 57 anys

### 1995
- Emmy Anderson, 52 anys
- Christiane Bonet, 50 anys
- Mercedes Faucon, 63 anys
- André Friedli, 39 anys
- Jean-Luc Lardanchet, 36 anys
- Marie-France Lardanchet, 35 anys
- Aldwin Lardanchet, 4 anys
- Gurval Lardanchet, 19 mois
- Enrique Masip, 46 anys
- Dominique Masson, 41 anys
- Patrick Rostan, 29 anys
- Uté Vérona, 34 anys
- Tania Vérona, 6 anys
- Édith Vuarnet-Bonlieu, 61 anys
- Patrick Vuarnet, 27 anys

### 1997
- Didier Quèze, 39 anys
- Chantal Goupillot-Quèze, 41 anys
- Suzanne Druau-Goupillot, 63 anys
- Pauline Riou, 54 anys
- Bruno Klaus, 49 anys

## Controvèrsies i teories del complot
Segons Françoise Champion, sociòloga, aquest grup té una «connexió templària fabricada». Jean-François Mayer descriu certes creences del grup, com ara les nocions de «transició» (viatge de l'ànima a un altre planeta, a través del suïcidi, noció semblant a la del grup Heaven's Gate) o la importància de «transportar el germen de la vida a un altre planeta», com les causes de la deriva posterior. Molts dels conceptes i principis de l'orde es van inspirar en els escrits «hermètics» de Tabachnik, «Les Archées».
La jerarquia de l'orde és absoluta. Les cerimònies rituals suposadament van ser organitzades per un membre anomenat Tony Dutoit. Segons els termes de la sentència dictada l'any 2001 a Michel Tabachnik, els llocs de culte eren el «teatre d'aparicions i manifestacions percebudes com a sobrenaturals durant les cerimònies rituals. […] Molts testimonis van informar haver vist […] materialitzacions d'objectes o personatges». Un antic seguidor declara haver presenciat «l'aparició dels Mestres, el Sant Greal, l'espasa Excàlibur, els dotze apòstols i fins i tot Crist». En realitat, les aparicions sobrenaturals del Mestre, al so d'una música còsmica ensordidora i enmig d'hologrames, només són Jocelyne Di Mambro, l'esposa de Jo, enfilada en un tamboret.

### Suicidi o assassinat
En el documental d'Yves Boisset sobre aquest afer, Bernard Geiger, un funcionari de la policia cantonal de Valais, va declarar:
| « | Ho veig més com un assassinat col·lectiu. Rebutjo formalment la tesi del suïcidi col·lectiu decidida per tothom: aquesta idea és pur cinema. | » |

El director construeix el seu argument al voltant de la pregunta: «74 morts i cap culpable?» La justícia també va subratllar, durant el judici del 2001, «el caràcter improbable d'aquesta nova massacre més d'un any després de la desaparició dels dirigents» i les investigacions que van confirmar «un assassinat col·lectiu seguit del suïcidi dels assassins», alhora que va establir que, segons testimonis, la majoria de les víctimes del 1995, com les del 1994, havien «consentit al sacrifici de la seva vida».
A més d'Alain Vuarnet, altres membres de la família de les víctimes, René i Muguette Rostan, Willy i Giséla Schleimer, van sol·licitar el 2001 i després el 2004 la reobertura de la investigació per impugnar la tesi del suïcidi col·lectiu. Reobertura també sol·licitada per Jean-Pierre Brard el 2006.
Maurice Fusier, reporter de Radio France, rellança la mateixa tesi sobre l'assassinat del fòsfor el 2006.

### Pista política-mafiosa
Una teoria que presenta un origen polític-mafiòs a l'afer és recolzada per certes fonts, entre elles el psiquiatre Jean-Marie Abgrall, que evoca possibles vincles entre Luc Jouret i membres de Gladio.
L'any 2006, el cineasta Yves Boisset també va denunciar la pista «político-mafiosa», que els investigadors haurien descuidat. Destaca especialment els vincles de Di Mambro amb Jean-Louis Fargette, un «padrí» de Toló assassinat l'any 1993. El cineasta va fer una pel·lícula, The Bloody Mysteries of the OTS, per exposar el seu punt de vista. Va dir que va veure «l'ombra de Charles Pasqua en aquest assumpte» i va parlar del «tràfic d'armes entre Canadà i Angola», que el diari Le Monde va anomenar «Angolagate», article que no feia referència a l'OTS. Yves Boisset també declara que el jutge Piller hauria «cremat proves» en destruir el xalet, escenari del crim. També declara que l'inspector Jean-Pierre Lardanchet, trobat mort a Vercors, era un agent d'intel·ligència general i proper a Charles Pasqua. Lardanchet és presentat per altres fonts com un agent de la Policia Aèria i Fronterera o com un «talp» infiltrat a l'orde.

### Els cassets d'audio
Uns mesos després de l'afer, dos periodistes de France 2 van anar a les runes del xalet Salvan i van declarar haver trobat, a les escombraries de la cuina, cassets d'àudio en excel·lents condicions on les converses telefòniques dels seguidors, espiades per Di Mambro. Tot i que aquest descobriment sembla increïble, es publiquen fragments del contingut de les cintes i es consideren coherents amb les creences i tesis de l'orde.

### L'afer Yann Piat
La investigació de Boisset el va portar a trobar un vincle amb l'afer Yann Piat (exmembre del Front Nacional francès del 1986 al 1988 i després membre de la 3a circumscripció de Var sota el segell de la UDF (Union pour la démocratie française) des del 1988 fins a la seva mort), que estava interessada en un projecte immobiliàri d'un membre de l'OTS poc abans de ser assassinada el 25 de febrer de 1994 per dos motoristes. Arnaud Palisson, antic analista de la Direcció Central d'Intel·ligència General (DCRG) de París, considera, per la seva banda, que Boisset «va ser arrossegada pels arguments prodigiosament falaços dels periodistes provincials que buscaven el seu Watergate a Vercors».

### El text de Jocelyne Duplessis
Durant les excavacions de l'apartament de Joseph Di Mambro es va trobar un document, així com una còpia imprès en un xalet, i atribuït a Jocelyne Duplessis, esposa de Di Mambro, el contingut del qual indica:
| « | Arran del tràgic Trànsit de Cheiry, volem assenyalar, en nom de la Rosa + Creu, que deplorem i ens desvinculem totalment del comportament bàrbar, incompetent i aberrant del doctor Luc Jouret. Prenent la decisió d'actuar per la seva pròpia autoritat, en contra de totes les nostres normes, va transgredir el nostre codi d'honor i és la causa d'una autèntica carnisseria que hauria d'haver estat un Trànsit realitzat en Honor, la Pau i la Llum. Aquesta sortida no es correspon amb l'Ètica que representem i defensem a la posteritat. | » |

## La secta a Espanya
L'Orde del Temple Solar també es va establir a Espanya, especialment a les Illes Canàries. L'any 1984, Luc Jouret va donar conferències a Tenerife. El mateix líder de l'orde a Espanya vivia al sud de l'illa, per això l'únic espanyol que va morir en el suïcidi de l'Orde del Temple Solar va ser un barber precisament de Tenerife.
L'any 1998, una secta va ser sospitada de planificar un suïcidi ritual al Parc Nacional del Teide (Tenerife) que va ser impedit per les autoritats. La policia espanyola i alemanya la van vincular inicialment a l'Orde del Temple Solar, però després d'un llarg procés judicial es va descobrir que no era una secta, sinó un grup que barrejava psicoteràpia amb New-age i els seus membres no tenien cap objectiu de suïcidar-se.

## En la cultura popular

### Emissions radiofòniques
- «Il y a 20 ans : l'Organisation du Temple Solaire», el 19 de setembre de 2014 en L'Heure du crime de Jacques Pradel a RTL.
- «Secte de l'Ordre du Temple Solaire: l'empire avant les massacres», el 16 de desembre de 2021 en Les voix du crime amb Jean-Alphonse Richard a RTL
- «Secte de l'Ordre du Temple Solaire: 74 morts... et pas de coupable», el 30 de desembre de 2021 en Les voix du crime amb Jean-Alphonse Richard a RTL.
- «La Secte du Temple Solaire, histoire d'une emprise», podcast Home(icides), en Caroline Nogueras a Bababam.

### Documentals
- Les secrets de l'ordre du Temple solaire el 2004-2005 en Secrets d'actualité a M6.
- Ordre du Temple Solaire: massacre dans le Vercors, el 26 de novembre de 2008 en Enquêtes criminelles: le magazine des faits divers a W9.
- L'ordre du Temple solaire, el 16 de juny de 2015 en Tout le monde en parlait a ICI Radio-Canada Télé.
- L'affaire de OTS, massacre dans le Vercors, en Chroniques criminelles difós a NT1 el 23 d'abril de 2016.
- La Fraternité, sèrie de 4 episodis prodïda per la Radio télévision suisse (Les Documentaires de la RTS), difós per Play Suisse el 2023.

### Filmografia
- L'Ordre du Temple Solaire, documental de ficció de 90 minuts, 2005, Arnaud Selignac it Hugues Pagan, a partir d'una entrevista a Bernard Nicolas. CAPA DRAMA i France 3.
- Aller simple pour Sirius - l'Ordre du Temple Solaire, 1997, Nicole Giguère.
- Les mystères sanglants de l'Ordre du Temple Solaire, 2005, France 2, Yves Boisset.
- Temple Solaire: l'enquête impossible, 2022, una producció d'Imagissime-Attraction Images (TF1-TMC France / TVA Québec), Nicolas Brénéol i Raphaël Rouiller. Série de 4 x 45 minuts.